# Medaller dels Jocs Olímpics d'estiu de 1956
El medaller dels Jocs Olímpics d'Estiu de 1956 presenta totes les medalles lliurades als esportistes guanyadors de les proves disputades en aquest esdeveniment, realitzat entre el 22 de novembre i el 8 de desembre de 1956 a la ciutat de Melbourne (Austràlia), així com de les proves eqüestres realitzades entre l'11 i el 17 de juny del mateix any a Estocolm (Suècia).
Les medalles apareixen agrupades pels Comitès Olímpics Nacionals participants i s'ordenen de forma decreixent contant les medalles d'or obtingudes; en cas d'haver empat, s'ordena d'igual forma contant les medalles de plata i, en cas de mantenir-se la igualtat, es conten les medalles de bronze. Si dos equips tenen la mateixa quantitat de medalles d'or, plata i bronze, es llisten en la mateixa posició i s'ordenen alfabèticament.

## Medaller
| Jocs Olímpics d'estiu de 1956 | Jocs Olímpics d'estiu de 1956 | Jocs Olímpics d'estiu de 1956 | Jocs Olímpics d'estiu de 1956 | Jocs Olímpics d'estiu de 1956 | Anells Olímpics |
| Posició                       | País                          | Or                            | Plata                         | Bronze                        | Total           |
| 1                             | Unió Soviètica                | 37                            | 29                            | 32                            | 98              |
| 2                             | Estats Units                  | 32                            | 25                            | 17                            | 74              |
| 3                             | Austràlia                     | 13                            | 8                             | 14                            | 35              |
| 4                             | Hongria                       | 9                             | 10                            | 7                             | 26              |
| 5                             | Itàlia                        | 8                             | 8                             | 9                             | 25              |
| 6                             | Suècia                        | 8                             | 5                             | 6                             | 19              |
| 7                             | Alemanya                      | 6                             | 13                            | 7                             | 26              |
| 8                             | Regne Unit                    | 6                             | 7                             | 11                            | 24              |
| 9                             | Romania                       | 5                             | 3                             | 5                             | 13              |
| 10                            | Japó                          | 4                             | 10                            | 5                             | 19              |
| 11                            | França                        | 4                             | 4                             | 6                             | 14              |
| 12                            | Turquia                       | 3                             | 2                             | 2                             | 7               |
| 13                            | Finlàndia                     | 3                             | 1                             | 11                            | 15              |
| 14                            | Iran                          | 2                             | 2                             | 1                             | 5               |
| 15                            | Canadà                        | 2                             | 1                             | 3                             | 6               |
| 16                            | Nova Zelanda                  | 2                             | 0                             | 0                             | 2               |
| 17                            | Polònia                       | 1                             | 4                             | 4                             | 9               |
| 18                            | Txecoslovàquia                | 1                             | 4                             | 1                             | 6               |
| 19                            | Bulgària                      | 1                             | 3                             | 1                             | 5               |
| 20                            | Dinamarca                     | 1                             | 2                             | 1                             | 4               |
| 21                            | Irlanda                       | 1                             | 1                             | 3                             | 5               |
| 22                            | Noruega                       | 1                             | 0                             | 2                             | 3               |
| 23                            | Mexico                        | 1                             | 0                             | 1                             | 2               |
| 24                            | Brasil                        | 1                             | 0                             | 0                             | 1               |
| 24                            | Índia                         | 1                             | 0                             | 0                             | 1               |
| 26                            | Iugoslàvia                    | 0                             | 3                             | 0                             | 3               |
| 27                            | Xile                          | 0                             | 2                             | 2                             | 4               |
| 28                            | Bèlgica                       | 0                             | 2                             | 0                             | 2               |
| 29                            | Argentina                     | 0                             | 1                             | 1                             | 2               |
| 29                            | Corea del Sud                 | 0                             | 1                             | 1                             | 2               |
| 31                            | Islàndia                      | 0                             | 1                             | 0                             | 1               |
| 31                            | Pakistan                      | 0                             | 1                             | 0                             | 1               |
| 33                            | Sud-àfrica                    | 0                             | 0                             | 4                             | 4               |
| 34                            | Àustria                       | 0                             | 0                             | 2                             | 2               |
| 35                            | Bahames                       | 0                             | 0                             | 1                             | 1               |
| 35                            | Grècia                        | 0                             | 0                             | 1                             | 1               |
| 35                            | Suïssa                        | 0                             | 0                             | 1                             | 1               |
| 35                            | Uruguai                       | 0                             | 0                             | 1                             | 1               |